# Seitenroda
Seitenroda település Németországban, azon belül Türingiában. Lakosainak száma 210 fő (2023. december 31.).

## Népesség
A település népességének változása:
| Lakosok száma | 196  | 195  | 198  | 202  | 210  |
|               | 2017 | 2019 | 2021 | 2022 | 2023 |